# Górale
Górale to:

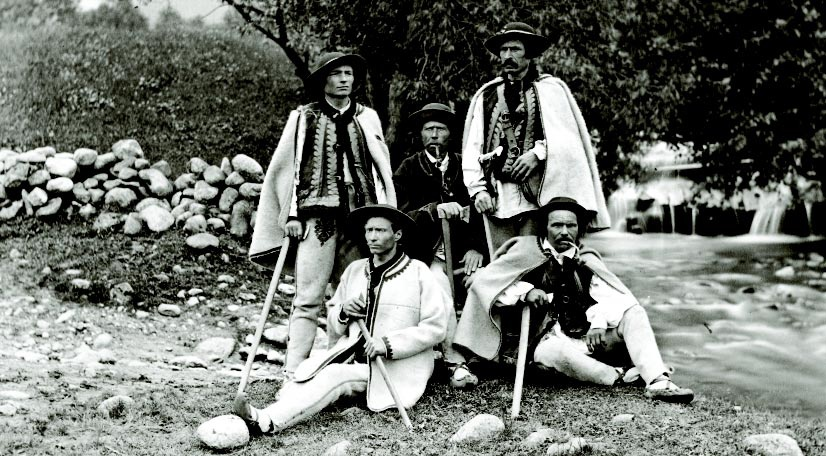
Podhalanie (XIX wiek)

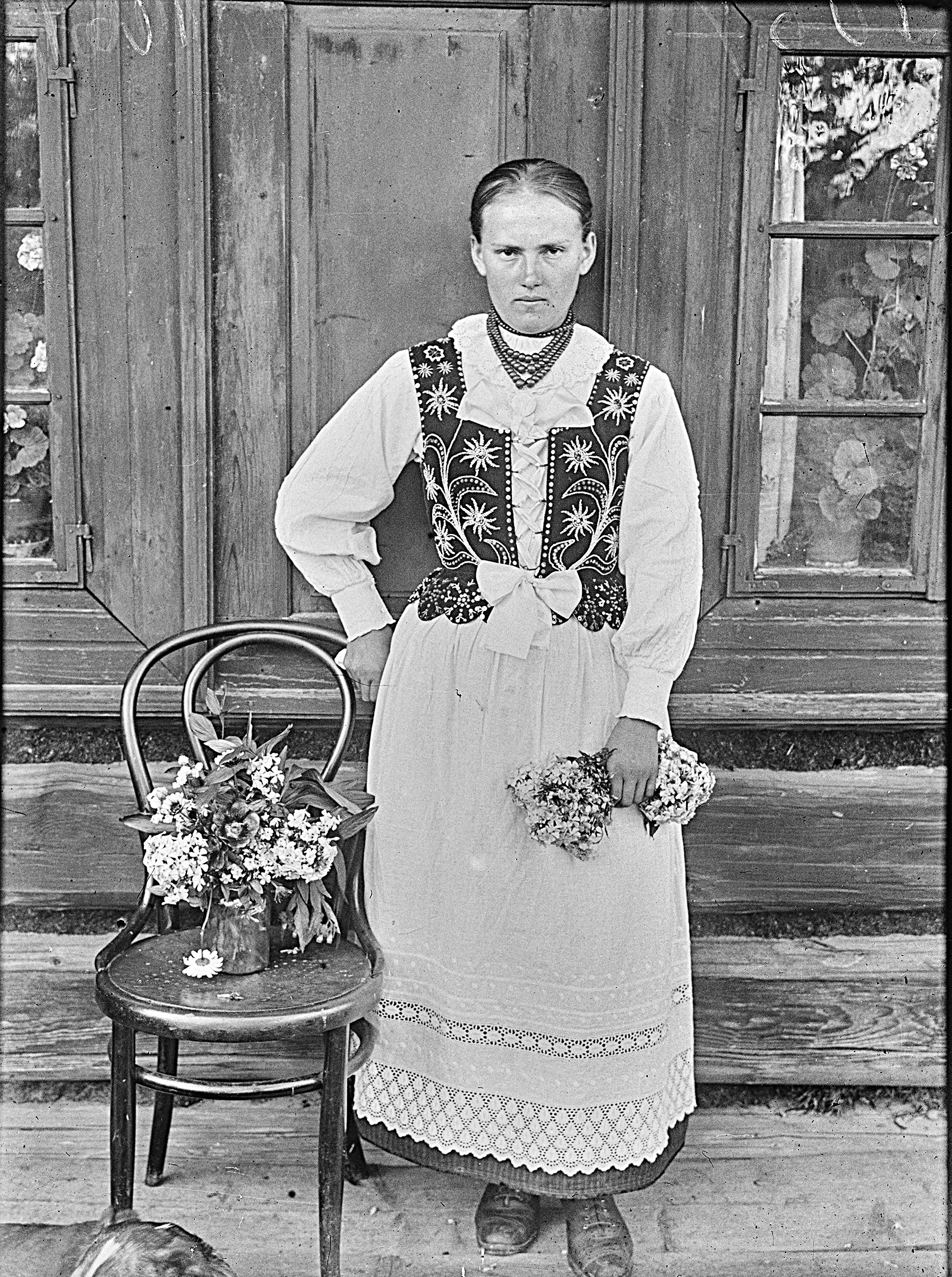
Góralka z Orawy (1920)

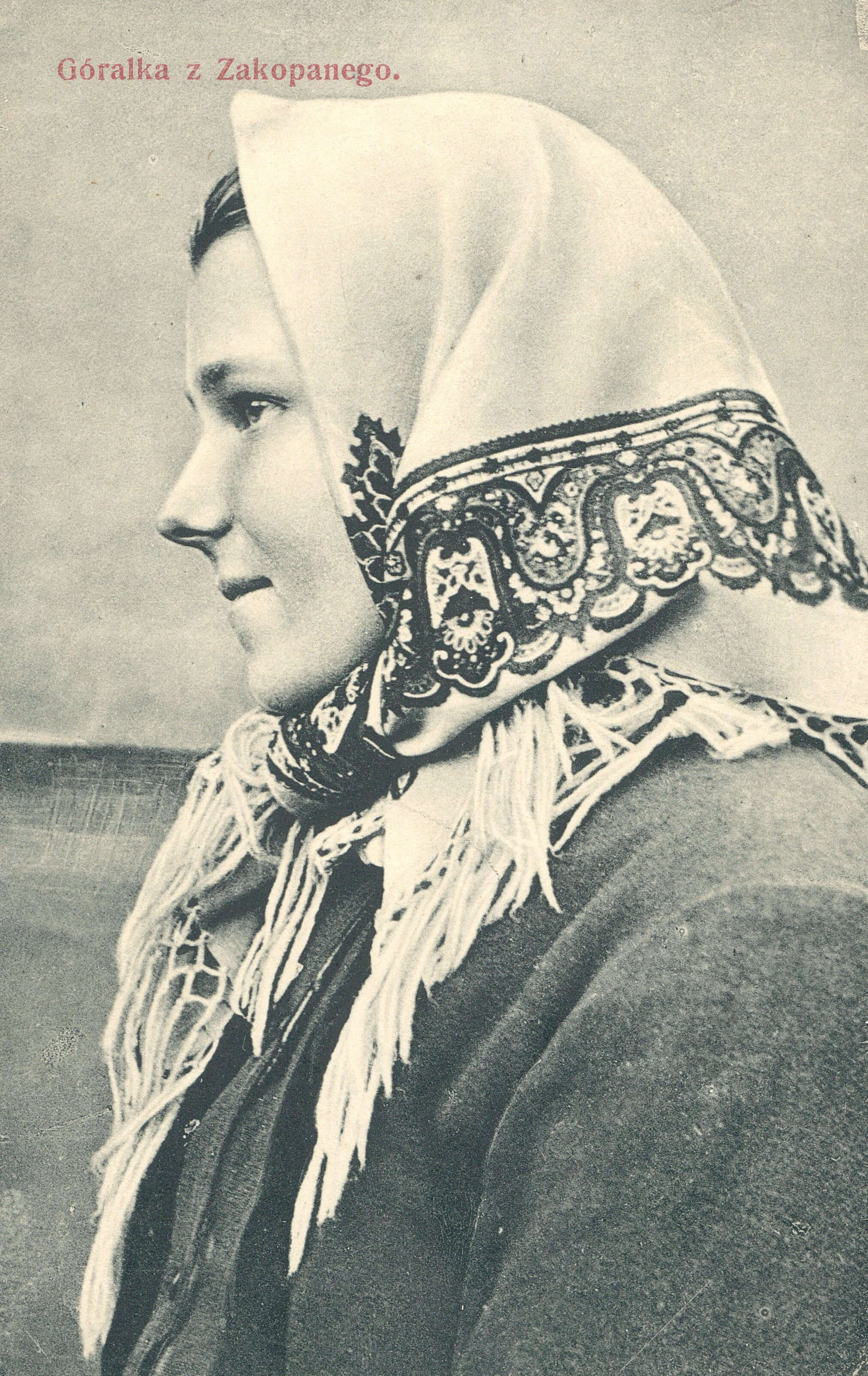
Góralka z Zakopanego, 1906

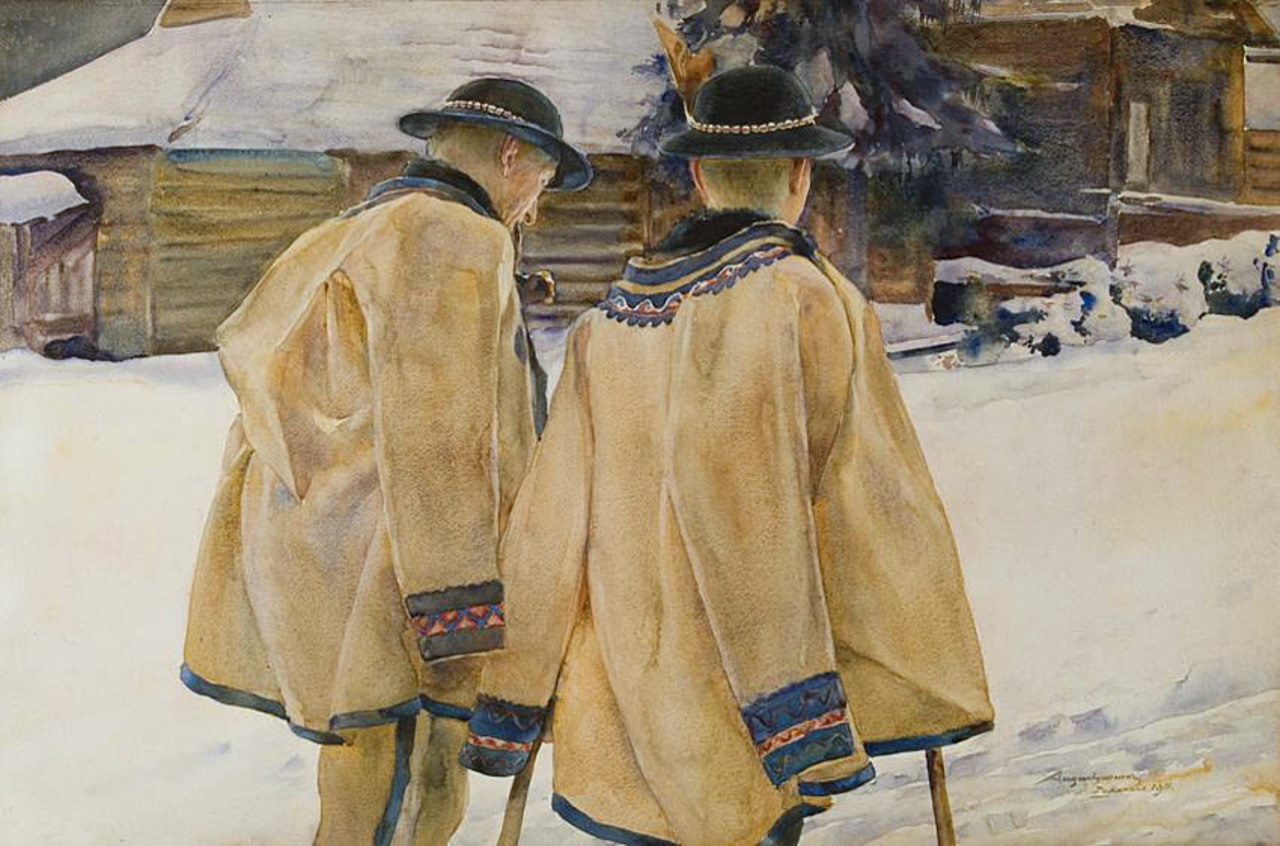
Aleksander Augustynowicz – Dwaj górale

1. w znaczeniu ogólnym (w języku polskim) – mieszkańcy terenów podgórskich i obszarów górskich (np. górale kaukascy, górale szkoccy, górale Kantabrii),
2. w ujęciu szczegółowym – grupa etniczna zamieszkująca Karpaty Zachodnie.

## Podział
Wyróżniane są następujące grupy góralskie:
Górale małopolscy:
- Górale Babiogórscy,
- Górale Kliszczaccy,
- Górale Ochotniccy,
- Górale Orawscy,
- Górale Pienińscy,
- Górale Podhalańscy,
- Górale Sądeccy:[1]
  - Górale Biali,
  - Górale Czarni;
- Górale Spiscy,
- Górale Zagórzańscy,
- Górale Żywieccy.

Górale Śląscy
Górale Czadeccy
Podział na ww. grupy jest umowny, oparty na niewielkich różnicach w kulturze ludowej i równie niewielkich różnicach dialektalnych. Silniej zarysowuje się jedynie odrębność górali śląskich, którzy mówią dialektem śląskim niemazurzącym (górale wiślańscy) lub jabłonkującym (jabłonkowanie, górale jabłonkowscy) powstałym w wyniku zetknięcia gwar niemazurzących – śląskich (cieszyńskich) z mazurzącymi małopolskimi (żywieckimi) i śląsko-małopolskimi (czadeckimi). Na ogół w Czechach czują silniejsze związki ze Ślązakami, a w Polsce z innymi Góralami. Górale na ogół czują się narodowościowo Polakami, Słowakami lub Góralami, często mając parę identyfikacji naraz.

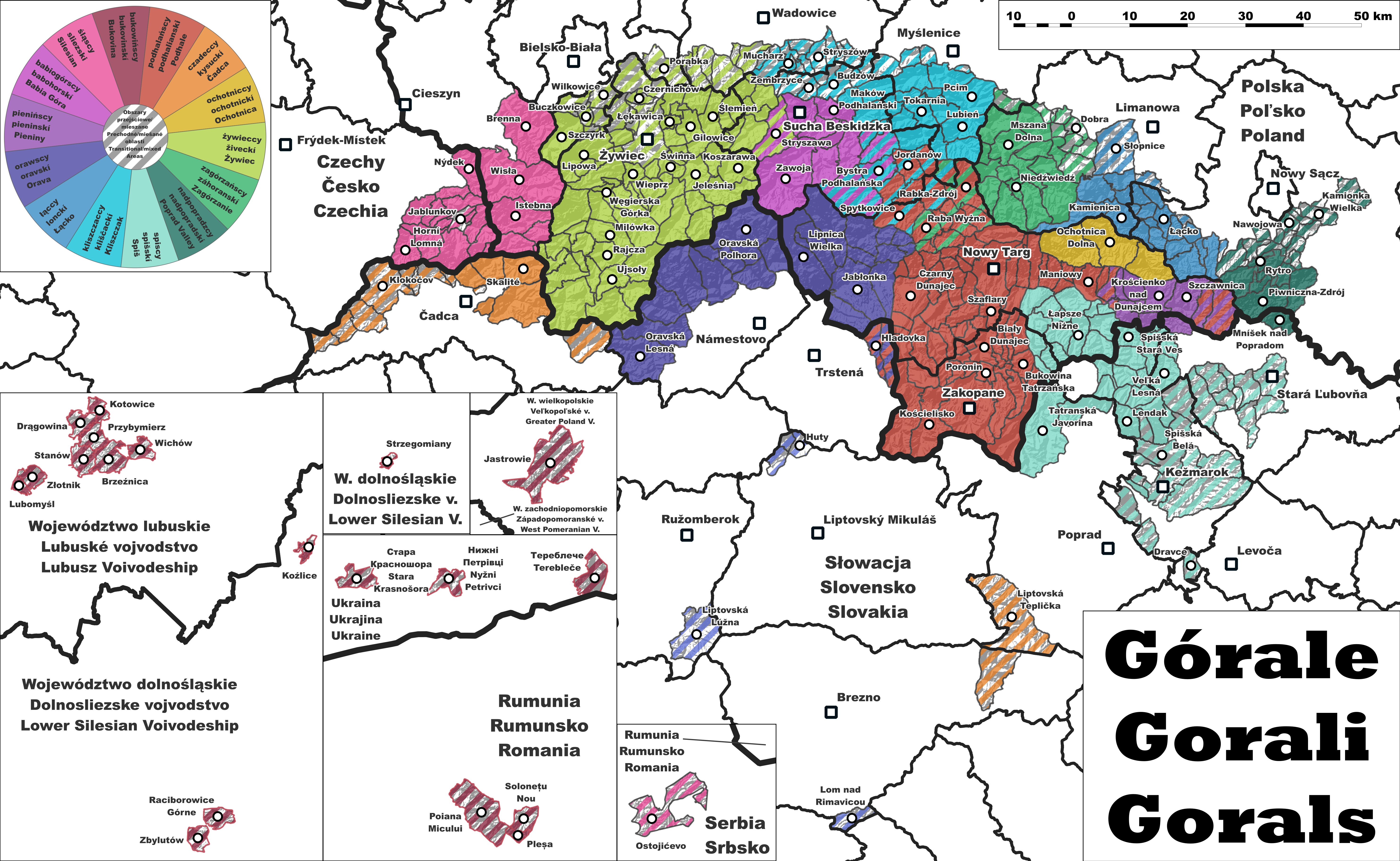
Mapa osiedlenia grup góralskich

## Etnogeneza
Jan Stanisław Bystroń pisząc na temat etnogenezy grup góralskich dowodził, że ludność ta pochodzi głównie z osadników z Małopolski. Grupę tę kształtowały odmienne warunki bytu gospodarczego, większa swoboda i niezależność od wpływów ogólnopolskich niż na nizinach. Ponadto na Podhalan wpływała kultura wysokogórskich pasterzy nadchodząca ze wschodu z Rusi i Rumunii (Wołosi), a także aktywne kontakty z ludnością góralską na północnym stoku Karpat. Warto zaznaczyć, że kiedy Wołosi dotarli na ziemie zamieszkane przez Górali, to termin Wołoch nie miał znaczenia etnicznego i większość Wołochów to była prawosławna ludność słowiańska. Te zróżnicowane wpływy doprowadziły do ukształtowania własnej bogatej kultury góralskiej.

### Stroje góralskie
W kulturze ludowej Karpat nie istnieje jednolity strój góralski – termin ten odnosi się do różnorodnych ubiorów regionalnych, które kształtowały się w zależności od czynników społecznych, historycznych, ekonomicznych i geograficznych. Stroje górali karpackich różniły się między sobą w zależności od:
- przynależności etnograficznej (np. górale pienińscy),
- statusu cywilnego (np. strój mężatki, panny itd.),
- zamożności,
- okresu (ubiory z lat 30. XX wieku różnią się wyraźnie od tych noszonych na początku XIX wieku),
- płci,
- okazji (np. stroje ślubne).

Przykłady strojów regionalnych: Wśród grup zamieszkujących Karpaty wyróżnia się m.in.:
- strój górali podhalańskich,
- strój górali zagórzańskich,
- strój górali kliszczackich,
- strój górali żywieckich,
- strój górali babiogórskich,
- strój spiski,
- strój orawski,
- strój górali sądeckich,
- strój górali śląskich,
- strój górali pienińskich,
- strój górali czadeckich.

Również stroje ludowe Łemków, Bojków i Hucułów wykazują zróżnicowanie regionalne. Nie istnieje jednolity strój łemkowski, bojkowski czy huculski – ich forma zależała od okresu historycznego, statusu społecznego, czy nawet lokalnych upodobań.

## Kultura
W kulturze poszczególnych grup góralskich widać także wpływy słowackie i węgierskie. Kulturowo są częścią jednej rodziny kulturowej ze Słowakami i Rusinami. Kultura górali jest jedną z odrębniejszych, jak nie najodrębniejszą z kultur w Polsce.